# Vojslavice
Vojslavice (en allemand : Wojslawitz) est une commune du district de Pelhřimov, dans la région de Vysočina, en République tchèque. Sa population s'élevait à 101 habitants en 2024.

## Géographie
Vojslavice est arrosée par la rivière Želivka, qui forme la limite de la commune au nord, à l'ouest et au sud. Elle se trouve à 11 km au nord-ouest de Humpolec, à 18 km au nord de Pelhřimov, à 34 km au nord-ouest de Jihlava à 80 km au sud-est de Prague.
La commune est limitée par Píšť et Ježov au nord, par Hojanovice à l'est, par Koberovice au sud-est, par Senožaty au sud et par Hořice à l'ouest.

## Histoire
La première mention écrite de la localité date de 1318.

## Transports
Par la route, Vojslavice se trouve à 12,5 km de Humpolec, à 25,7 km de Pelhřimov, à 44 km de Jihlava à 89 km de Prague.
Le territoire de la commune est traversé par l'autoroute D1 ; la sortie no 75 à Hořice se trouve à 3 km de Vojslavice.